# سایگو-نو-تسوبونه
سایگو-نو-تسوبونه (به ژاپنی: 西郷の局) یا او-آی نو کاتا (به ژاپنی: お愛の方)یا آی (به معنی عشق)؛ (۱۵۵۲ – ۱ ژوئیه ۱۵۸۹)، یکی از همسران سوکوشیتسوی (غیراصلی) توکوگاوا ایه‌یاسو و موردعلاقه و اعتماد بسیار ایه‌یاسو بود. او مادر دومین شوگون و جانشین ایه‌یاسو بنام، توکوگاوا هیده‌تادا و چهارمین پسر او بنام ماتسودایرا تادایوشی بود. شوهر اول او سایگو یوشیکاتسو نام داشت و در سال ۱۵۷۱ در جنگ با خاندان تاکدا کشته شد. چشمان او بسیار نزدیک بین و به همین علت نسبت به افراد نابینا دلسوز بود و بسیار به آنان کمک می‌کرد. سایگو-نو-تسوبونه در سن ۳۸ سالگی درگذشت.